# Kepler-27
 (juin 2025).
Désignations
Kepler-27 est une étoile située dans la constellation du Cygne, à environ 1 044,36 parsecs de la Terre.

## Caractéristiques physiques
Sa température effective est d'environ 5400 K.
Sa masse est estimée à 0,65 fois celle du Soleil.
Son rayon est d'environ 0,59 fois celui du Soleil.
Sa luminosité est d'environ 0,47 fois celle du Soleil.

## Observation
Ses coordonnées célestes sont : ascension droite 19h 28m 56,82s, déclinaison +41° 05′ 09,14″.

## Système planétaire
| Planète     | Masse    | Demi-grand axe (ua) | Période orbitale (jours) | Excentricité | Inclinaison | Rayon   |
| ----------- | -------- | ------------------- | ------------------------ | ------------ | ----------- | ------- |
| Kepler-27 b | 9,11 MJ  | 0,12                | 15,33                    | 0,000        | 87,95°      | 0,36 RJ |
| Kepler-27 c | 13,80 MJ | 0,19                | 31,33                    | 0,000        | 88,62°      | 0,44 RJ |
| Kepler-27 d | 0,02 MJ  | 0,07                | 6,55                     | 0,000        | 87,46°      | 0,24 RJ |